# Катона (Реджо-Калабрия)
Катона (итал. Catùna) — городской округ (до 1927 года независимый муниципалитет) VIII муниципалитета Реджо-Калабрия (Италия), входят также окрестности Салисе, Вилла Сан-Джузеппе и Розали. В округе проживает около 15000 человек. Рядом находится пролив Мессина.

## Достопримечательности
- Церковь Сен-Дени
- Церковь базилики Святого Франциска Паола (ит.)
- Церковь епископа и мученика Санкт-Аврелия

## Известные уроженцы
- Сестра Мария Бригида Посторино, основала религиозный институт Дочерей Непорочной Девы Марии.
- Альберто Нери, профессор, главный гематолог, награждён медалью гражданского мужества.
- Сенатор Nello Vincelli, он занимал одну из самых высоких политических должностей в этой области.
- Антонио Барилла, футболист Реджина Кальчио.